# 背景故事
背景故事或故事背景是在一个故事的主要情节发生前发生的一系列事件。在表演中，背景故事提供了角色的历史。
背景故事通常会随着主线剧情的展开而一次性或多次的揭露，可以按时间顺序或其他方式被揭示。背景故事可以很简短，但是有些作者可能会设计庞大且完整的背景故事。 